# 明海 (僧)
明海（みょうかい）は、江戸時代後期から幕末にかけての真言宗の僧。文久3年 (1863年) に入定して即身仏となった。

## 概要
米沢藩の貧農である鈴木嘉左衛門の長男・春次として生まれるが、15歳のとき、天保の大飢饉が起こり、一家は病魔に襲われる。この際、春次は眼を患い、失明してしまう。
21歳で「仏心を祈り、その妙霊を蒙る」べく出家し、眼を治すために湯殿山に5年間に渡り山籠祈願して戒行する。弘化2年 (1845年)には金色山大日寺に入門を願い出て、明海の号を得た。
加持祈祷による病気治療で名声を得た他、米沢藩の信望も篤く、藩の斡旋で京都・仁和寺から上人号を授かり、後には権僧正位も授かっている。
体力の衰えを感じたことから、永遠に人々の願いを叶えるべく即身仏を志し、文久3年 (1863年) に石組みの入定墓を作り、同年3月5日に入定した。
入定後は長らく棺に納められ、秘仏として扱われていたが、昭和57年（1982年）に補修の上、亀栄山明寿院に安置された。
なお、明寿院は明海の子孫宅にあり、国内で唯一の個人蔵の即身仏である。また、同宅には明海の存命中に友人が著した「明海上人行状録」が所蔵されており、明海の詳細な足跡を今に伝えている。
毎年4月5日には近隣5寺合同での供養祭が営まれる他、毎月5日には堂が開かれ誰でも参拝可能となっている。また、事前に連絡することで随時拝観することができる。